# Lemóniz
Lemóniz (oficialmente en euskera: Lemoiz) es una anteiglesia y municipio español de la provincia de Vizcaya, perteneciente a la comunidad autónoma del País Vasco. El término municipal tiene una población de 1337 habitantes (INE 2024).
Durante la década de 1970 se hizo famoso por su elección para la instalación de la central nuclear de Lemóniz cuya construcción se terminó, pero que no llegó a funcionar.

## Toponimia
Lemóniz pertenece a la serie de topónimos vascos que tienen una terminación en -iz. Julio Caro Baroja defendía que la mayor parte de estos topónimos provenían de un nombre propio unido al sufijo latino -icus declinado.
En la zona vasconavarra, Caro Baroja consideraba que los sufijos -oz, -ez e -iz aplicados a la toponimia indicaban que en la antigüedad el lugar había sido propiedad de la persona cuyo nombre aparecía unido al sufijo, pudiéndose remontar su origen desde la Edad Media hasta la época del Imperio romano.
En el caso de Lemóniz, Caro Baroja propuso que ese nombre podría ser Lemonius, un nombre latino documentado. Así, si al nombre Lemonius se le añade el sufijo latino -icus que indica lo que es perteneciente a este, se obtiene Lemonicus. Lemonicus podría ser también un hijo de Lemonius. Lo propio de Lemonicus y de sus descendientes sería Lemonici (genitivo de singular y nominativo de plural). 
De ese Lemonici se habría podido derivar el topónimo Lemóniz. Ese mismo nombre se escondería también en el topónimo de otra localidad vizcaína, Lemona. De una evolución similar de ese sufijo latino -icus se habrían dado origen a los patronímicos utilizados en los idiomas latinos de la península ibérica. 
Otra posibilidad, como apunta el historiador García de Salazar, es que la toponimia se corresponda con la presencia de plantas y árboles del lugar, en el caso de Lemoiz de limoneros, planta muy habitual en los puertos de la costa cantábrica relacionada con la conservación del pescado, de tal forma que Lemoniz sería la suma de vocablos lemon + anitz > limón + muchos, es decir, "muchos limoneros".
Lemóniz quedó fijado como forma escrita del nombre. Sin embargo en euskera el nombre siguió evolucionando oralmente y dio lugar a Lemoiz al perderse la n intervocálica, un fenómeno común del euskera en los últimos siglos. El actual nombre de la localidad en euskera: Lemoiz es fruto de esa evolución Lemóniz -> Lemoiz. En castellano se conservó la forma más antigua, Lemóniz, como nombre formal de la localidad.
En 1991 el ayuntamiento decidió oficializar la forma vasca contemporánea del nombre y desde entonces Lemoiz es el nombre oficial del municipio. 
El gentilicio es lemoiztarra.

## Geografía

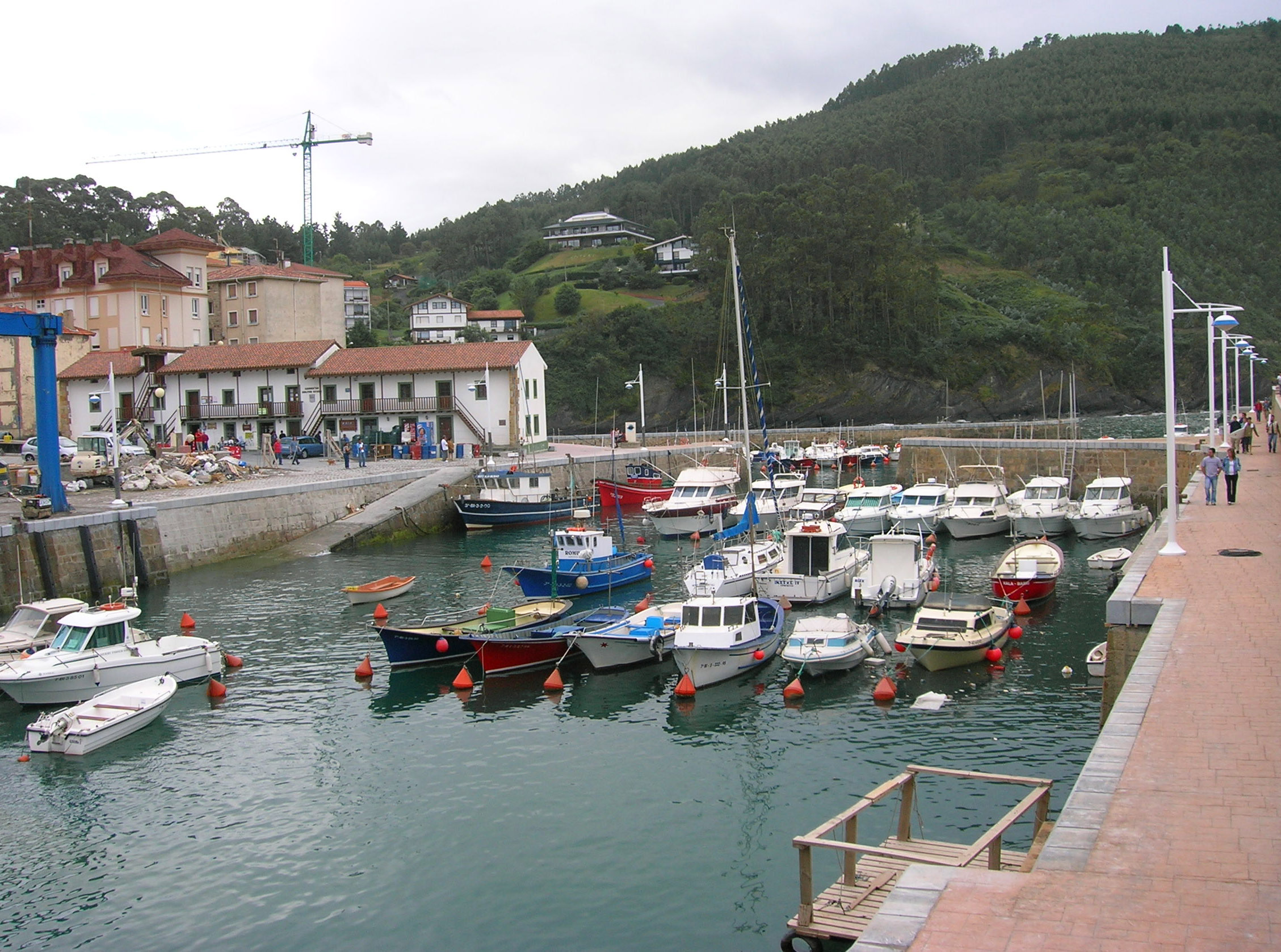
Puerto de Arminza

El municipio de Lemóniz se sitúa en la costa de Vizcaya, dentro de la comarca de Uribe. Limita al norte con el mar Cantábrico, al oeste con Górliz y Plencia, al sur con Gatica, al sureste con Maruri-Jatabe y al noreste con Baquio. Hasta hace unos pocos años al este de Lemóniz se encontraba el enclave costero de Basordas, perteneciente a Munguía, pero este fue anexionado recientemente por el ayuntamiento de Lemóniz. Por el contrario Lemóniz perdió el pequeño enclave de Berreaga, situado al oeste del resto del término municipal y entre tierras de Plencia y Górliz. En conjunto el término municipal suma 18,9 km² desde la anexión de Basordas (antes eran 13,8 km²).
Lemoiz está situado 26 km al norte de la capital provincial, la ciudad de Bilbao. La cabecera comarcal, que es Munguía, queda 9,5 km al sureste. El pueblo más cercano a Lemóniz es Górliz, que se encuentra a sólo 3,5 km.
El eje central del municipio (que va en dirección norte-sur) es el valle formado por el arroyo Andracas, que nace en el municipio y desemboca en el mar. El valle es rodeado a ambos lados por sendas alineaciones montañosas que superan los 200 metros de altitud. El resto del término municipal está formado por áreas montañosas, de escasa altitud, pero que refuerzan el aislamiento de Lemóniz respecto de los municipios vecinos. El punto más alto del municipio es el monte Urízar de 290 metros de altitud. Por otro lado, la costa de Lemóniz es muy accidentada, está formada por acantilados, ensenadas naturales, playas pedregosas y resaltes naturales.
Los tres barrios históricos que forman el municipio se sitúan respectivamente en el curso alto, medio y bajo del arroyo Andracas a lo largo del eje central del municipio. El más meridional de los tres barrios lleva el nombre de Andracas (en euskera Andraka) y se sitúa junto al nacimiento del arroyo. Urizar de Lemóniz (en euskera Urizar) se sitúa en el centro del municipio y en el curso medio del valle, siendo la capital del municipio. Por último, el barrio de Arminza (en euskera Armintza) se sitúa en la costa junto a la desembocadura del arroyo y en una ensenada natural.

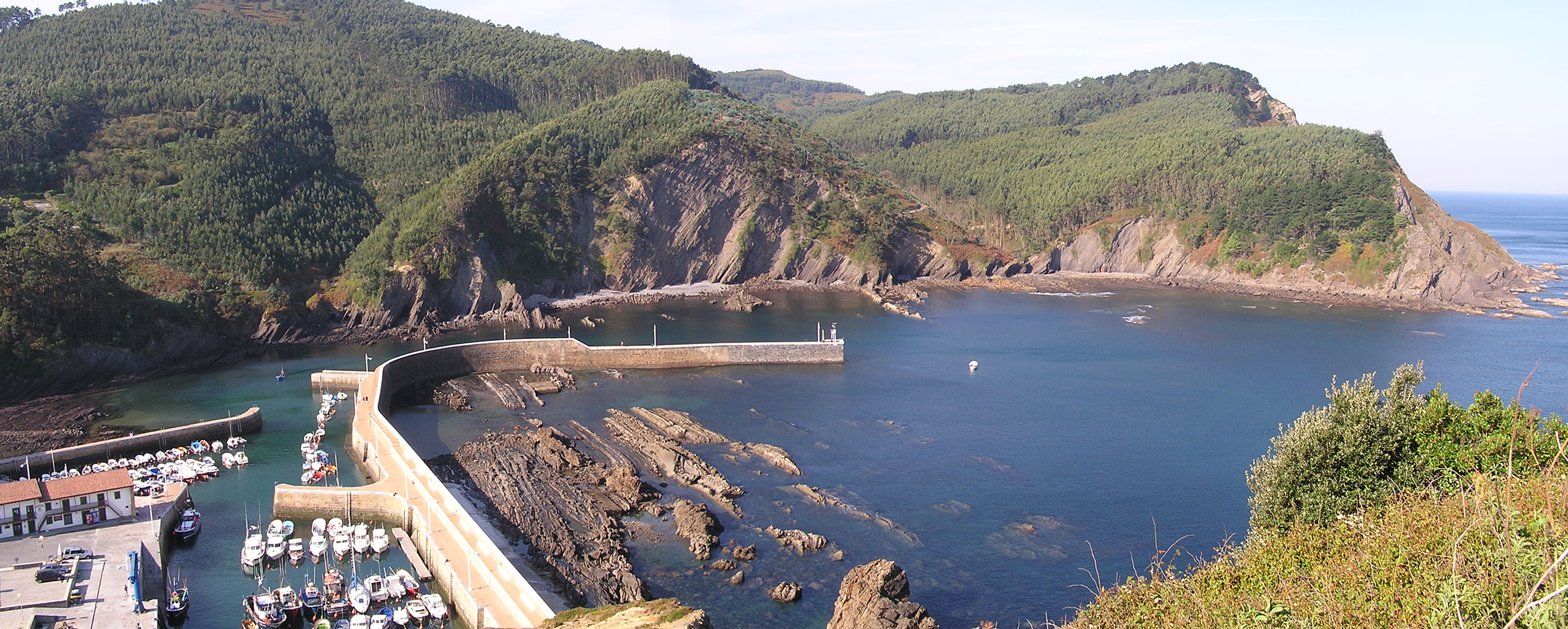
Bocana de Arminza

La carretera comarcal que une Plencia y Mungia pasa por la parte meridional del término municipal de Lemoiz, por el barrio de Andraka. De ahí parte una carretera local que recorre de sur a norte todo Lemoiz y llega hasta Armintza en la costa. La carretera de la costa que une Górliz y Baquio a través de Arminza es una carretera con muchas curvas y resulta muy pintoresca por el paisaje que se ve.

## Historia
Hacia mediados del siglo XIX, el lugar, una anteiglesia ya por entonces con ayuntamiento propio, tenía contabilizada una población de 268 habitantes. Aparece descrito en el décimo volumen del Diccionario geográfico-estadístico-histórico de España y sus posesiones de Ultramar de Pascual Madoz con las siguientes palabras:

LEMONIZ: anteigl. con ayunt. en la prov. de Vizcaya (á Bilbao 3 1/2 leg.), part. jud. de Guernica (5), aud. terr. de Burgos (33), c. g. de las Provincias Vascongadas (á Vitoria 20), dióc. de Calahorra (30): ocupa el 53.º asiento en las juntas generales de Güernica y vota con 47 1/2 fogueras. sit. en el centro de varios montes á las inmediaciones de la costa cantábrica; clima templado y saludable: tiene sobre 86 caseríos desparramados, incluso los de sus barrios de Aurmenza (V.), Goyerri y Andraca; escuela de instruccion primaria concurrida por 40 niños y 18 niñas y dotada con 1,840 rs., igl. parr. (Sta. Maria), servida por 2 capellanes con título de cura y un sacristan, una ermita y cementerio: para beber y demas usos domésticos aprovechan las aguas de 4 fuentes. El térm. confina N. el mar; E. Basigo de Baquio; S. Urduliz, y O. Plencia y Gorliz; siendo su estension de 1/2 leg. por todos lados. El terreno participa de monte y llano, es de mediana calidad, y le cruza un arroyo que descendiendo del monte Jato, se dirige al mar sin haber pasado antes por ninguna otra pobl.: los montes se hallan inmediatos á los cas., son de particulares y crian robles, encinas y madroños. Los caminos son malísimos; tiene 2 ventas. El correo se recibe de Plencia, á donde acude cada interesado por su correspondencia. prod.: maiz, trigo, patatas, lino, frutas y varias legumbres: mantiene ganado vacuno; hay caza de sordas, liebres y perdices, y se pescan besugos, merluza y otros peces como en los demas puntos de la espresada costa. ind.: 2 ferrerías, 4 molinos harineros. comercio: el 5 de octubre se celebra anualmente en el barrio de Andraca una feria de ganado vacuno y caballar. pobl.: 54 vec., 268 alm. riqueza imp.: 219,170 rs. El presupuesto municipal asciende á 2,000 rs. que se cubren con los arbitrios sobre el vino, y si hay déficit, por reparto vecinal.
(Madoz, 1847, p. 129)

## Demografía
Lemóniz cuenta con una población de 1337 habitantes (INE 2024).
| Gráfica de evolución demográfica de Lemóniz entre 1842 y 2021 |
| |
| Población de derecho según los censos de población del INE Población de hecho según los censos de población del INEEn estos censos se denominaba Lemóniz: 1842, 1857, 1860, 1877, 1887, 1897, 1900, 1910, 1920, 1930, 1940, 1950, 1960, 1970 y 1981 |

## Administración y política

### Gobierno municipal
| Partido político                                              | 2023  | 2023  | 2023       | 2019  | 2019  | 2019       | 2015  | 2015  | 2015       | 2011  | 2011  | 2011       | 2007  | 2007  | 2007       |
| Partido político                                              | %     | Votos | Concejales | %     | Votos | Concejales | %     | Votos | Concejales | %     | Votos | Concejales | %     | Votos | Concejales |
| Euskal Herria Bildu (EH Bildu)-Bildu                          | 56,89 | 429   | 5          | 46,58 | 334   | 4          | 31,76 | 208   | 3          | 40,54 | 255   | 4          | —     | —     | —          |
| Euzko Alderdi Jeltzalea-Partido Nacionalista Vasco (EAJ-PNV)  | 38,72 | 292   | 4          | 50,2  | 360   | 5          | 63,82 | 418   | 6          | 55,01 | 346   | 5          | 48,82 | 289   | 4          |
| Partido Socialista de Euskadi-Euskadiko Ezkerra (PSE-EE PSOE) | 1,19  | 9     | 0          | 1,95  | 14    | 0          | —     | —     | —          | 0,48  | 3     | 0          | 2,7   | 16    | 0          |
| Partido Popular del País Vasco (PP)                           | 1,19  | 9     | 0          | 0,27  | 2     | 0          | 0,61  | 4     | 0          | 1,59  | 10    | 0          | 2,03  | 12    | 0          |
| Eusko Abertzale Ekintza-Acción Nacionalista Vasca (EAE-ANV)   | —     | —     | —          | —     | —     | —          | —     | —     | —          | —     | —     | —          | 42,74 | 253   | 3          |

### Organización territorial

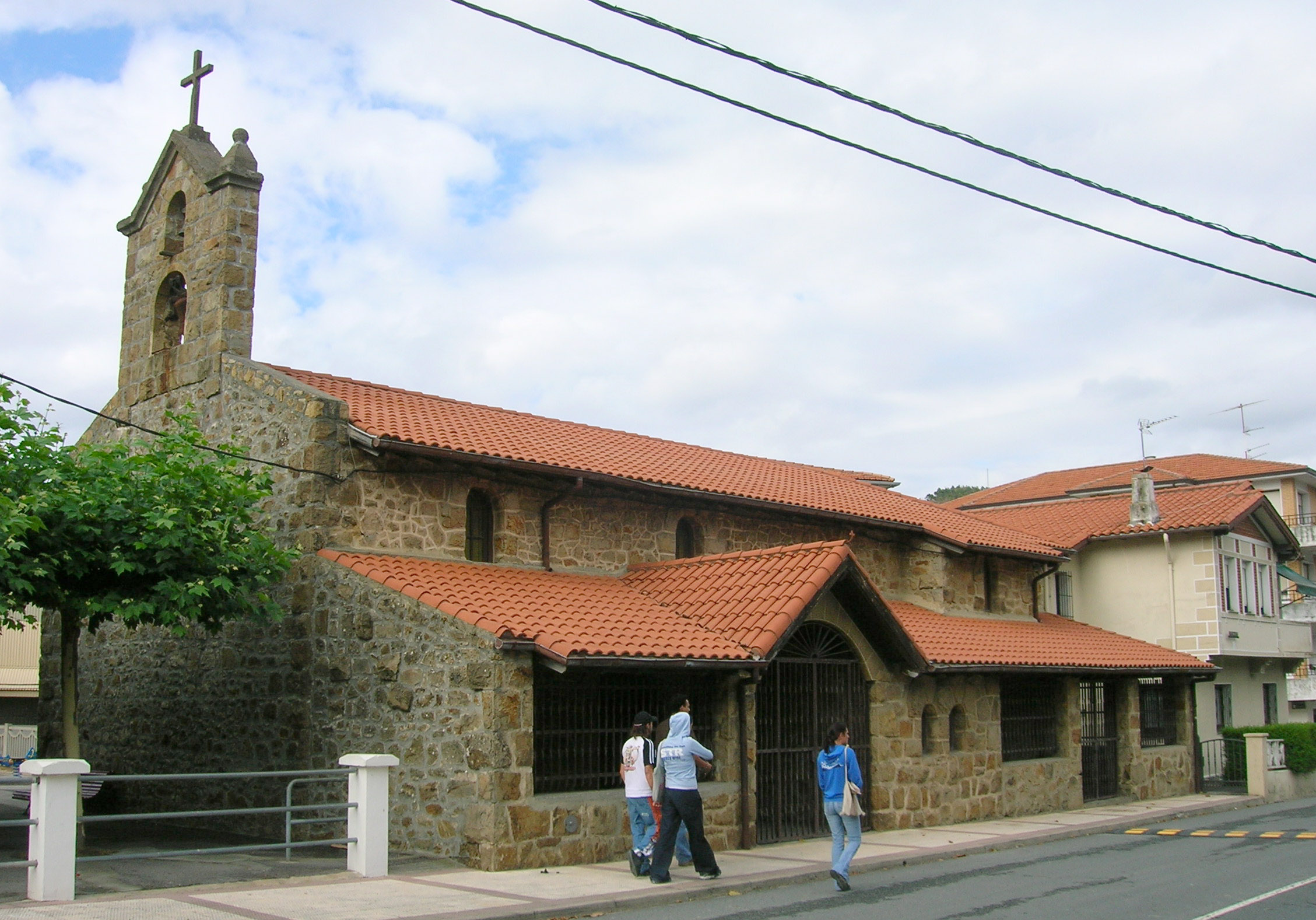
Iglesia y casa cural de Arminza

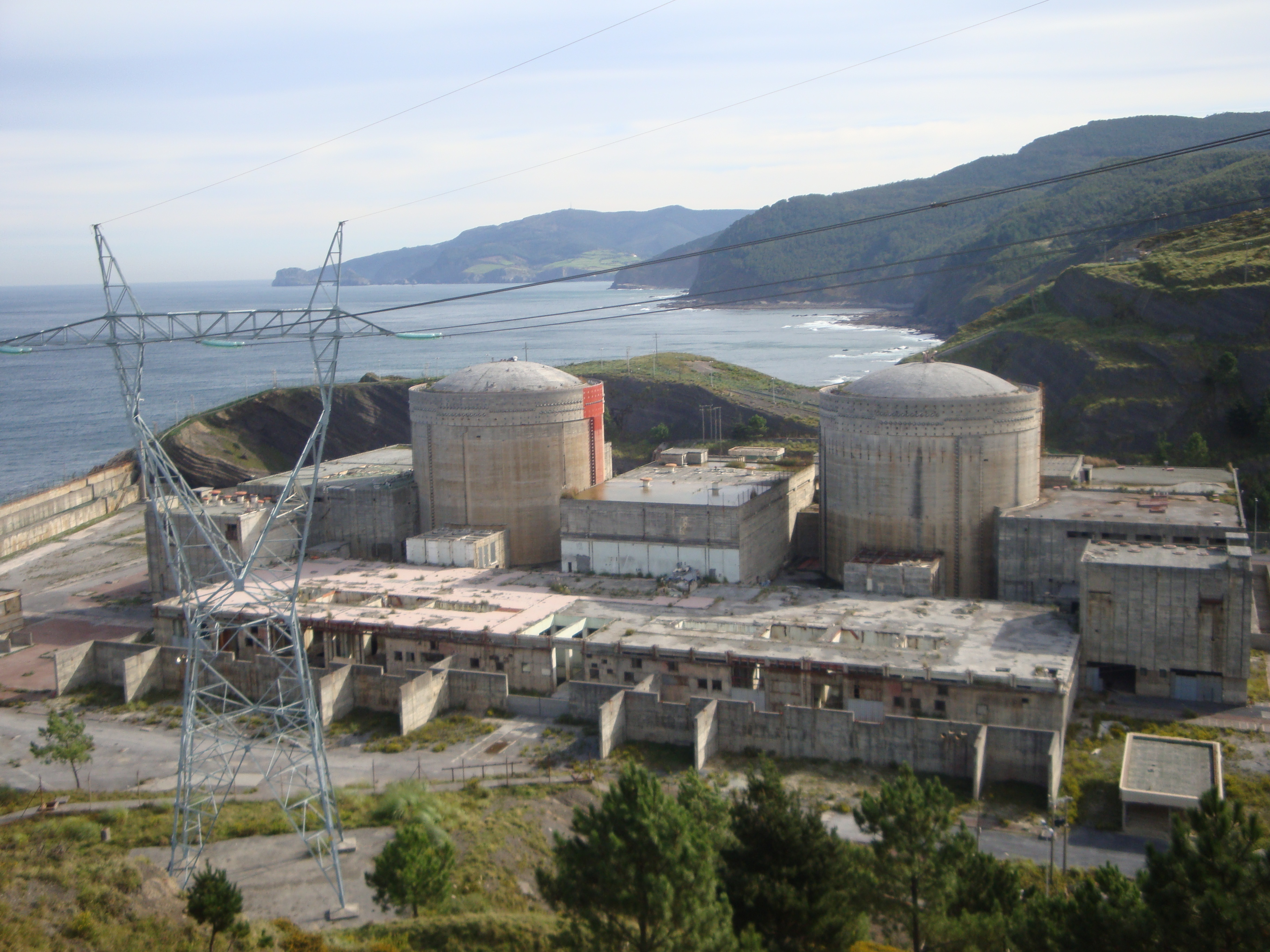
La abandonada Central nuclear de Lemóniz en 2009

Urízar (Urizar) de Lemóniz es la capital del municipio. Su nombre significa en euskera 'pueblo viejo' y sirve para distinguirlo de los otros barrios de Lemoiz de origen más reciente. A veces se le llama Lemoiz a secas confundiéndose el barrio con el municipio. Se cree que es un asentamiento altomedieval. Tiene una estructura lineal sobre una colina de escasa altura entre el camino que del interior va a la costa y el arroyo Andraka. Domina una fértil vega en la que aparecen diseminados numerosos caseríos. Es la sede del ayuntamiento, la iglesia parroquial y los otros servicios administrativos del municipio. La dedicación tradicional de este barrio ha sido la agricultura.
En las inmediaciones de Urizar se ha desarrollado recientemente la urbanización Gure Mendi (nuestro monte) que goza de hermosas vistas sobre el valle. Urízar y Gure Mendi cuenta con cerca de 300 habitantes.
El barrio de Andracas (en euskera: Andraka) es un núcleo de carácter rural situado en una posición estratégica. Se encuentra en un alto, junto al cruce de la carretera que va de Mungia a Plencia y la que atraviesa el valle de Lemóniz desde Arminza hasta Andracas. Presenta el hábitat disperso característico de caseríos. Tiene unos 100 habitantes.
En la costa se encuentra Arminza (en euskera: Armintza), que es el tradicional barrio pesquero de Lemoiz. Está situado en una ensenada natural protegida por la Punta de Kauko y el Peñón de Gaztelu. Sobre este último se construyó en el siglo XVIII dentro del plan para la defensa costera del Señorío de Vizcaya, un fortín con una pequeña batería de cañones que desapareció en el primer tercio del siglo XIX. Esta ensenada solía servir de refugio a los barcos durante los temporales y ha sido, al menos desde el siglo XIII, una pequeña aldea de pescadores. En la actualidad la pesca se mantiene prácticamente como una actividad marginal; habiéndose potenciado Arminza como localidad residencial y recreativa.

## Fiestas
- El 16 de julio se celebran en Arminza las fiestas de la Virgen del Carmen con procesión a la mar y ofrenda floral. Coincidiendo con las fiestas se suele celebrar en el puerto de Arminza un festival de música reggae llamado Txapel Reggae.
- El 15 de agosto, Andra Mari, son las fiestas patronales de Urizar, con varias actividades entre las que destaca el concurso gastronómico de paellas.
- El 4 de octubre se celebran las fiestas de San Francisco en el barrio de Andraka, con sus Idi Probak, modalidad de arrastre de piedra utilizando bueyes.
- El 17 de octubre se celebran las fiestas patronales de Arminza, por Santo Tomás.
- El 24 de diciembre se recibe al Olentzero que va visitando los diferentes barrios del municipio y da regalos a los más pequeños en el frontón de Arminza. La jornada termina con el tradicional asado de castañas en Urizar.